# Подпорожје
Подпорожје (рус. Подпорожье) насељено је место са административним статусом града на северозападу европског дела Руске Федерације. Налази се на крајњем североистоку Лењинградске области и административно припада Подпорошком рејону чији је уједно и административни центар.
Према проценама националне статистичке службе за 2014. у граду је живело 18.177 становника. Насеље има административни статус града од 1956. године.

## Географија
Град Подпорожје смештен је на североистоку Лењинградске области, на око 265 километара североисточно од града Санкт Петербурга. Налази се на левој обали реке Свир.
Кроз град пролази деоница железничке пруге на релацији Санкт Петербург–Мурманск, те регионални магистрални друм Р37 на линији Лодејноје Поље–Витегра.

## Историја
Насеље Подпорожје у писаним изворима први пут се помиње у летописима из 1563. године.
Према статистичким подацима из 1933. године тада село Подпорожје је имало 1.675 становника. До интензивнијег развоја насеља долази након што су 1936. започели радови на градњи Горњосвирске хидроелектране (у рад пуштена тек 1951). Паралелно са радовима на хидроелектрани у селу су почели да се подижу стамбени објекти намењени радницима на електрани. Већ наредне године дотада село Подпорожје добија званични статус урбаног насеља у рангу радничке варошице (рус. рабочий посёлок).
Године 1938. Подпорожје постаје административним центром Подпорошког рејона. Насељу је 1956. додељен званични статус града.

## Демографија
Према подацима са пописа становништва 2010. у граду је живело 18.733 становника, док је према проценама националне статистичке службе за 2014. град имао 18.177 становника.
| 1939.  | 1959.  | 1970.  | 1979.  | 1989.  | 2002.  | 2010.  | 2014.  |
| ------ | ------ | ------ | ------ | ------ | ------ | ------ | ------ |
| 16.147 | 17.638 | 21.545 | 23.901 | 23.295 | 20.312 | 18.733 | 18.177 |

## Партнерски градови
Град Подпорожје има потписане уговоре о сарадњи и партнерству са следећим градовима:
- Стејген (Норвешка)